# Broad Peak

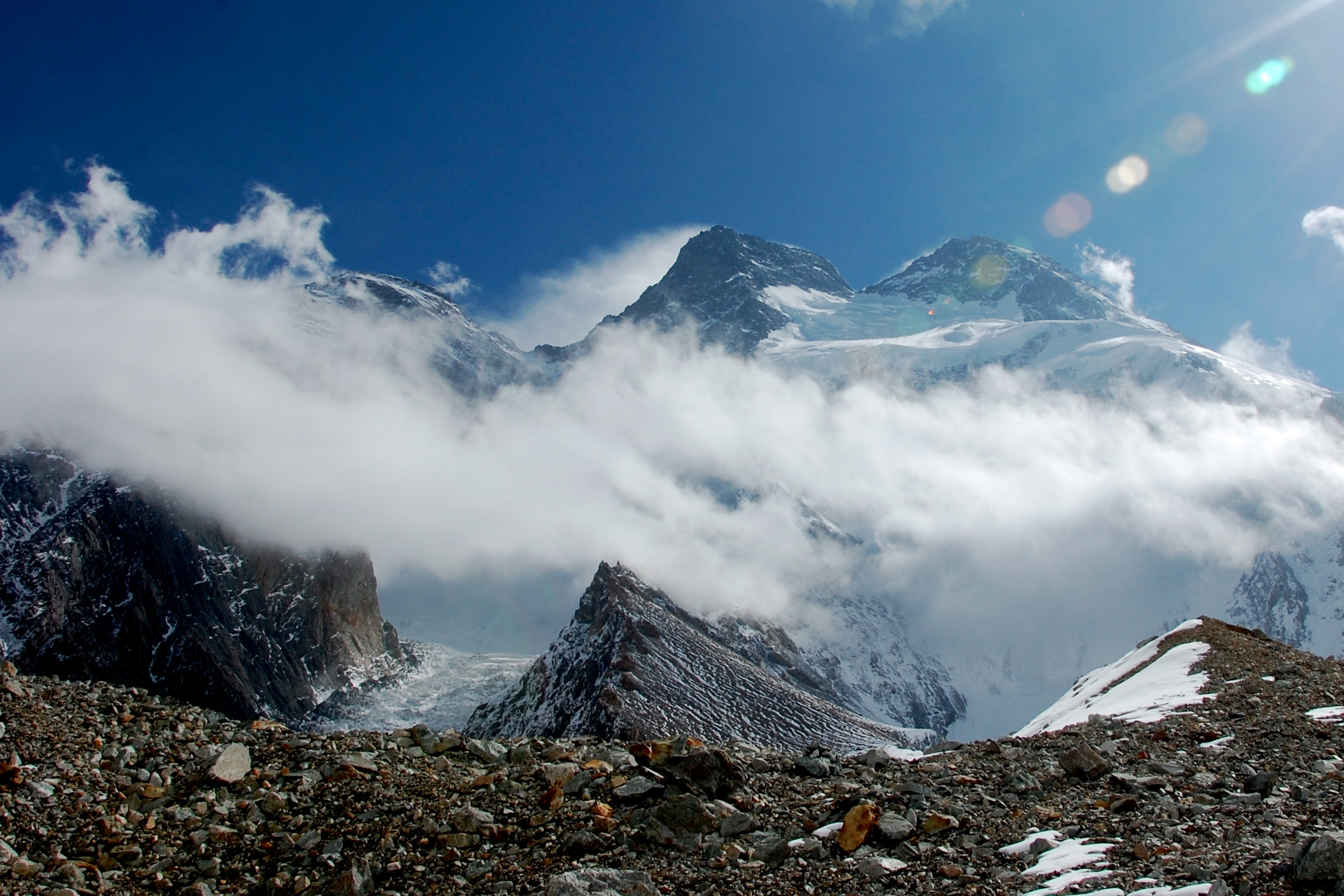
Die drei Gipfel des Broad Peak: Nordgipfel (hinter Wolken), Mittel- und Hauptgipfel (von links nach rechts)

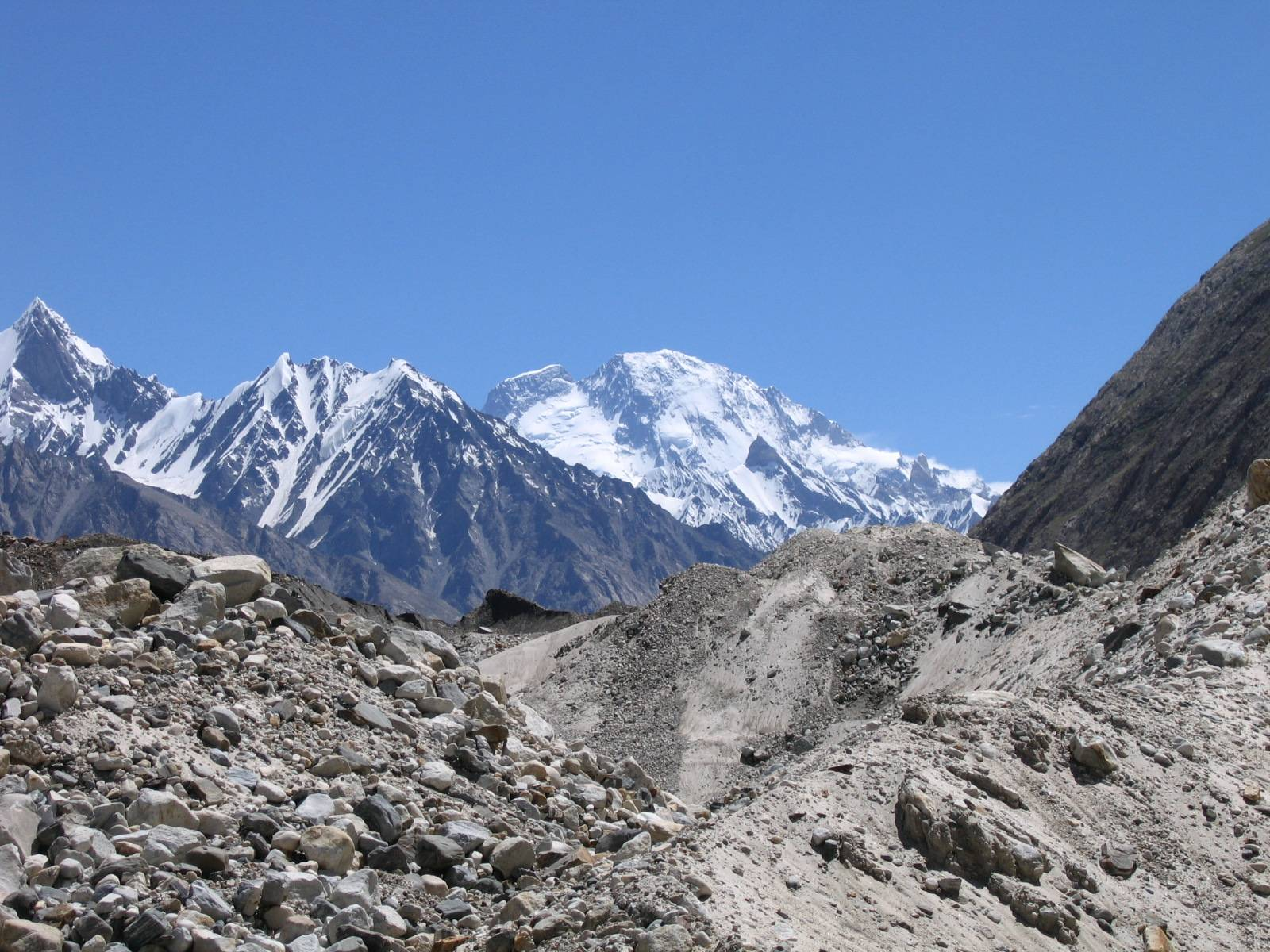
Der Broad Peak (Hintergrund) vom Baltorogletscher aus. Deutlich ist die Scharte zwischen Mittelgipfel (links) und Hauptgipfel zu erkennen.

Der Broad Peak (Falchan Kangri) ist mit 8051 m Höhe einer der vierzehn Achttausender und der zwölfthöchste Berg der Erde. Er liegt im Karakorum auf der Grenze zwischen Pakistan und China. Er zählt zur Gasherbrum-Gruppe, die sich im Süden anschließt. Sein nördlicher Nachbar ist der K2, von dem er nur durch den Godwin-Austen-Gletscher getrennt ist.

## Name
Nach der systematischen Benennung der Karakorum Berge durch Thomas George Montgomerie 1856 erhielt der Berg zunächst die Bezeichnung K3. Den Namen Broad Peak („Breiter Gipfel“) erhielt der Berg im Jahre 1892 von William Martin Conway, dem Leiter einer britischen Erkundungsexpedition im Karakorum, wegen seines über einen Kilometer langen beinahe steigungslosen Gipfelgrates. Conway sah sich beim Anblick des Berges an das Breithorn in den Walliser Alpen erinnert. (Auch bei der Benennung des Concordiaplatzes durch Conway standen mit dem Konkordiaplatz am Aletschgletscher die Alpen Pate.)
Die Bezeichnung Falchan (bzw. Phalchan) Kangri ist die Übersetzung des englischen Namens in die Balti-Sprache und wird von der Bevölkerung nicht akzeptiert.

## Gipfel des Broad Peak
Der Broad Peak besteht aus mehreren Gipfeln, dem 7550 m hohen Nordgipfel, dem Mittelgipfel (8011 m) und dem Hauptgipfel mit einer Höhe von 8051 m. Aufgrund seiner scheinbaren Eigenständigkeit gab es Stimmen, den Mittelgipfel als 15. Achttausender anzusehen (siehe auch: Lhotse Shar). Der Pass zwischen Mittel- und Hauptgipfel unterschreitet jedoch nicht die Höhe von 7800 m, so dass der Mittelgipfel nur eine Schartendifferenz von etwa 200 Höhenmetern aufweist. Um als Berg zu gelten, ist eine Schartendifferenz von 500 Höhenmeter festgelegt.
Bei Besteigungen von der Westseite erreicht man auf dem Gipfelgrat des Hauptgipfels zuerst dessen niedrigeren Vorgipfel. Für eine als vollständig absolviert geltende Besteigung ist noch die Passage über den langen vereisten Gipfelgrat zum Hauptgipfel erforderlich. Eigentümlich dabei ist, dass der Hauptgipfel vom Vorgipfel aus niedriger erscheint, wie auch der Vorgipfel vom Hauptgipfel aus niedriger wirkt.
Der Karakorum-Hauptkamm verläuft von Süd nach Nord über die Gipfelgrate des Broad Peak und des Mittelgipfels. Dort verläuft der Kamm weiter nach Nordosten über den 6956 m hohen Kharut Kangri, einen weiteren Nebengipfel des Broad Peak. Der Broad-Peak-Nordgipfel hingegen liegt genau nördlich des Mittelgipfels und westlich des Kharut Kangri und liegt westlich des Karakorum Hauptkamms und damit in Pakistan. Über die auf dem Hauptkamm gelegenen Gipfel verläuft die Grenze zwischen China und Pakistan.
| Gipfel des Broad Peak                                                           | Höhe   | Schartenhöhe | Bezug                 |
| ------------------------------------------------------------------------------- | ------ | ------------ | --------------------- |
| Hauptgipfel                                                                     | 8051 m | 1701 m       | Gasherbrum I          |
| Vorgipfel (auch „Rocky Summit“ oder „False Summit“)                             | 8028 m | < 50 m       | Broad Peak            |
| Broad Peak Central (auch BP Mid Peak oder Middle; chinesischer Name: Zhongyang) | 8011 m | 191 m        | Broad Peak            |
| Nordgipfel                                                                      | 7490 m | 212 m        | Broad Peak Central    |
| Südgipfel (Kharut Kangri)                                                       | 6942 m | 402 m        | Broad-Peak-Nordgipfel |

## Besteigungsgeschichte
Die Erstbesteigung erfolgte durch eine österreichische Kleinexpedition mit Hermann Buhl, Kurt Diemberger, Fritz Wintersteller und Expeditionsleiter Marcus Schmuck am 9. Juni 1957 im Westalpenstil, also ohne Unterstützung von Hochträgern und Flaschensauerstoff. Die Bergsteiger hatten zuvor am 29. Mai den Vorgipfel erreicht, wo sie feststellten, dass der höchste Punkt noch weiter entfernt ist. Somit stiegen sie zunächst wieder ab, um dann wenige Tage später doch den Hauptgipfel zu erreichen. Zuvor war eine Expedition, geleitet vom bekannten Expeditionsleiter Karl Herrligkoffer, im Jahre 1954 auf etwa 6900 m gescheitert. Der Nordgipfel wurde im Jahr 1983 von Renato Casarotto erstmals bestiegen.
Die polnischen Alpinisten Jerzy Kukuczka und Wojciech Kurtyka erreichten den Gipfel zweimal: 1982 hatten die beiden die Erlaubnis der pakistanischen Regierung zur Besteigung des K2 erhalten, die das Besteigen niedrigerer Gipfel zur Akklimatisation einschloss. Beim Abstieg vom Broad Peak trafen sie auf Reinhold Messner, dem sie auf die Frage nach der Besteigung antworteten, sie seien ‚in der Gegend‘ gewesen. Messner verstand und versprach Verschwiegenheit, denn die K2-Genehmigung schloss die Besteigung anderer Achttausender letztlich nicht ein. Im Juli 1984 kehrten Kukuczka und Kurtyka zum Broad Peak zurück, um ihn offiziell zu besteigen und mit der Überschreitung von Nord-, Mittel- und Hauptgipfel für Aufsehen zu sorgen.
Einen Tag nach den beiden Polen und 27 Jahre nach seiner Erstbesteigung stand Kurt Diemberger am 18. Juli 1984 gemeinsam mit seiner Film- und Kletterpartnerin Julie Tullis auf dem Hauptgipfel.

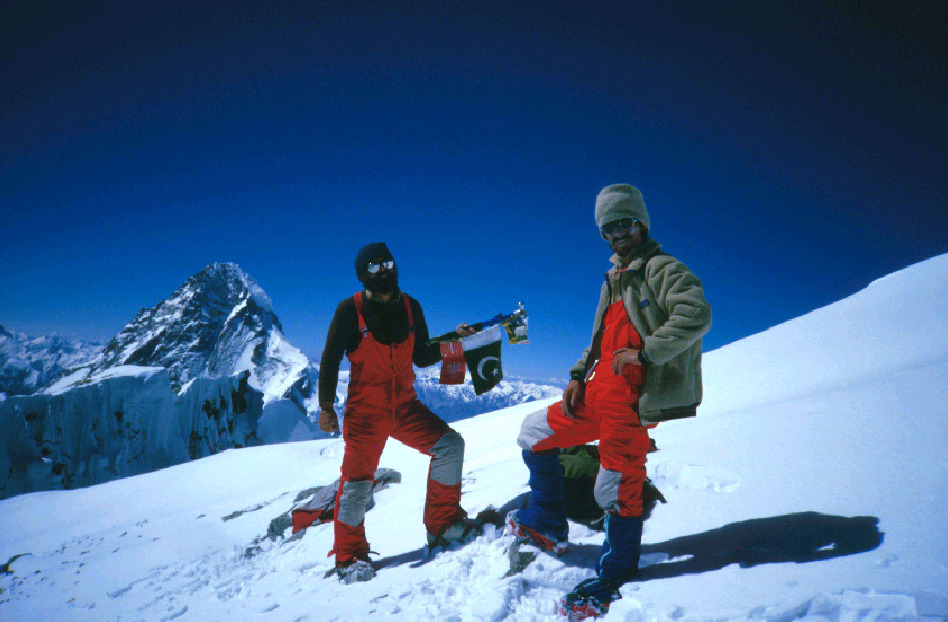
Janusz Majer und Walenty Fiut am Gipfel des Broad Peak. Hinten links der Vorgipfel, darüber der K2

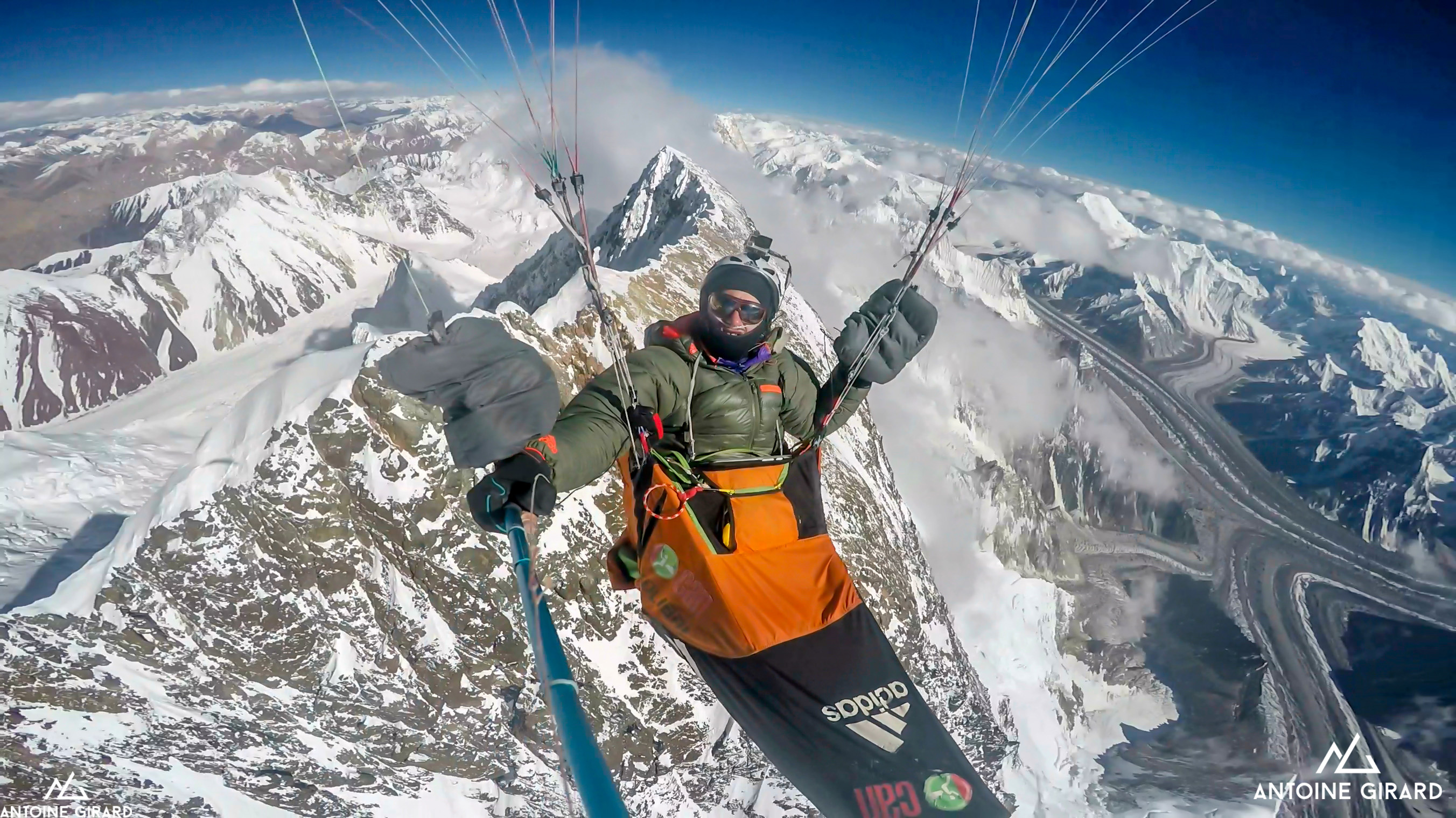
Paraglider Antoine Girard über dem Gipfelgrat des Broad Peak, Blickrichtung Nord zum Hauptgipfel

Bereits am 14. Juli 1984 hatte der Pole Krzysztof Wielicki den Berg in 14 Stunden in einer Solo-Besteigung erklommen, für Auf- und Abstieg benötigte er insgesamt nur 22 Stunden. Am Gipfelgrat traf er auf seine Expeditionsgefährten Janusz Majer, Walenty Fiut und Ryszard Pawłowski, die bereits zwei Tage früher aufgebrochen waren und nun gerade den Abstieg begannen.
Am 8. Juli 2006 starb der österreichische Extrembergsteiger Markus Kronthaler nach Besteigung des Gipfels im Zuge der Expedition „Auf den Spuren von Hermann Buhl“ während des Abstieges an Erschöpfung und Flüssigkeitsmangel. Sein Bergkamerad, Sepp Bachmair, schaffte mit letzten Kräften den Abstieg zum Lager 3, welches auf 6950 m Höhe außerhalb der Todeszone lag. Im Sommer 2007 hat Kronthalers Bruder Georg die Leiche aus der Todeszone geborgen und nach Hause gebracht.
Am 12. Juli 2007 betrat Edurne Pasaban im Rahmen ihres Projektes 14 × 8000 um 11:30 Uhr mit ihren Kameraden Iván Vallejo, Ferrán Latorre, Asier Izaguirre und dem Träger Hassan den Gipfel, ihren neunten Achttausender. Zur gleichen Zeit erreichten auch Gerlinde Kaltenbrunner, Ralf Dujmovits und David Göttler dieselbe Stelle, die für sie ihren zehnten Achttausender darstellte.
Am 5. März 2013 gelang den Polen Maciej Berbeka, Adam Bielecki, Tomasz Kowalski und Artur Malek die erste Winterbesteigung des Berges. Berbeka und Kowalski konnten im Abstieg nicht folgen und gelten seitdem als vermisst.